# Pagodula
Pagodula là một chi ốc biển, là động vật thân mềm chân bụng sống ở biển thuộc họ Muricidae, họ ốc gai.

## Các loài
Các loài thuộc chi Pagodula bao gồm:
- Pagodula abyssorum (Verrill, 1885)[2]
- Pagodula acceptans (Barnard, 1959)[3]
- Pagodula aculeata (Watson, 1882)[4]
- Pagodula araios (Houart & Engl, 2007)[5]
- Pagodula atanua Houart & Tröndlé, 2008[6]
- † Pagodula carinata (Bivona, 1832)
- Pagodula carduelis (Watson, 1882)[7]
- Pagodula columbarioides (Pastorino & Scarabino, 2008)[8]
- Pagodula concepcionensis (Houart & Sellanes, 2006)[9]
- Pagodula cossmanni (Locard, 1897)[10]
- Pagodula echinata (Kiener, 1840)[11]
- Pagodula fraseri (Knudsen, 1956)[12]
- Pagodula golikovi (Egorov, 1992)[13]
- Pagodula guineensis (Thiele, 1925)[14]
- Pagodula kosunorum Houart & Lan, 2003[15]
- Pagodula lacunella (Dall, 1889)[16]
- Pagodula limicola Verrill, 1885[17]
- Pagodula mucrone (Houart, 1991)[18]
- Pagodula multigrada (Houart, 1990)[19]
- Pagodula obtuselirata (Schepman, 1911)[20]
- Pagodula parechinata Houart, 2001[21]
- Pagodula planispina (Smith, 1892)[22]
- Pagodula plicilaminata (Verco, 1909)[23]
- Pagodula procera Houart, 2001[24]
- Pagodula pulchella (Schepman, 1911)[25]
- Pagodula sansibarica (Thiele, 1925)[26]
- Pagodula siberutensis (Thiele, 1925)[27]
- Pagodula tenuirostrata (Smith, 1899)[28]
- Pagodula veronicae (Pastorino, 1999)[29]
- Pagodula verrillii (Bush, 1893)[30]
- Pagodula ziczac (Tiba, 1981)[31]